# Blue and Lonesome
Blue & Lonesome — двадцять третій студійний альбом англійського гурту The Rolling Stones, випущений 2 грудня 2016 року. Він повністю складається з пісень у стилі блюз і став першим альбомом гурту, що містить лише кавери. Це також їхній перший студійний реліз після альбому A Bigger Bang 2005 року, а одинадцятирічна перерва між двома альбомами є найдовшою в історії гурту. Незважаючи на тривалість у 43 хвилини, альбом був випущений як подвійна платівка. Пісня «Just Your Fool», кавер на роботу Бадді Джонсона (хоча версія The Rolling Stones базується на аранжуванні Літтл Волтера), стала першим синглом альбому (випущеним 6 жовтня 2016 року). Назва альбому походить від пісні Літтл Волтера «Blue and Lonesome».
Над альбомом працювала та ж команда продюсерів і музикантів, що й над A Bigger Bang. До вокаліста Міка Джаггера і гітариста Кіта Річардса як продюсер приєднався Дон Ваз, який співпрацював з гуртом протягом більшої частини останніх двох десятиліть. У записі взяли участь також учасники гурту Ронні Вуд (гітара) і Чарлі Воттс (ударні), а серед запрошених музикантів були Дарріл Джонс (бас-гітара), Чак Лівелл (клавішні) та Метт Кліффорд (мультиінструменталіст). Ерік Клептон зіграв на гітарі в двох треках, а барабанщик Джим Келтнер — на перкусії на інших.
Альбом записаний протягом трьох сесій у грудні 2015 року і добре розійшовся після релізу. Він посів перше місце в чартах альбомів у Великій Британії та ще в понад десяти країнах, а також досяг четвертого місця в США. У ряді країн альбом отримав сертифікацію золотого або платинового. Це перший альбом The Rolling Stones в епоху потокового медіа і багато пісень увійшли до кількох топ-40 цифрових чартів. Головний сингл «Just Your Fool» став хітом у топ-40 радіо- і жанрових чартів у різних країнах. Альбом отримав переважно чотири- та п'ятизіркові рецензії від музичних критиків, а також схвальні відгуки від джазових та блюзових видань. У 2018 році він здобув Премію «Греммі» за найкращий альбом традиційного блюзу, ставши першою нагородою гурту за останні 23 роки.
Це останній студійний альбом, випущений перед смертю барабанщика Чарлі Воттса у 2021 році.

## Список композицій
| #     | Назва                                                         | Автор                            | Тривалість |
| ----- | ------------------------------------------------------------- | -------------------------------- | ---------- |
| 1.    | «Just Your Fool»                                              | Бадді Джонсон                    | 2:16       |
| 2.    | «Commit a Crime»                                              | Гаулін Вульф                     | 3:38       |
| 3.    | «Blue and Lonesome»                                           | Мемфіс Слім                      | 3:07       |
| 4.    | «All of Your Love»                                            | Меджик Сем                       | 4:46       |
| 5.    | «I Gotta Go»                                                  | Літтл Волтер                     | 3:26       |
| 6.    | «Everybody Knows About My Good Thing» (за уч. Еріка Клептона) | Miles Grayson та Lermon Horton   | 4:30       |
| 7.    | «Ride ‘Em On Down»                                            | Едді Тейлор                      | 2:48       |
| 8.    | «Hate to See You Go»                                          | Літтл Волтер                     | 3:20       |
| 9.    | «Hoo Doo Blues»                                               | Лайтнін Слім та Джеррі Внест     | 2:36       |
| 10.   | «Little Rain»                                                 | Ewart G. Abner Jr. та Джиммі Рід | 3:32       |
| 11.   | «Just Like I Treat You»                                       | Віллі Діксон                     | 3:24       |
| 12.   | «I Can't Quit You Baby» (за уч. Еріка Клептона)               | Віллі Діксон                     | 5:13       |
| 42:36 |                                                               |                                  |            |

## Учасники запису
The Rolling Stones
- Мік Джаггер — ведучий вокал, губна гармошка
- Кіт Річардс — гітара
- Чарлі Воттс — ударні
- Ронні Вуд — гітара

Запрошені музиканти
- Ерік Клептон — гітара на «Everybody Knows About My Good Thing» і «I Can't Quit You Baby»
- Метт Кліффорд — клавішні
- Дерріл Джонс — бас-гітара
- Чак Лівелл — клавішні

## Чарти
| Чарт (2016—2018)                                     | Найвища позиція |
| ---------------------------------------------------- | --------------- |
| Argentine Albums (CAPIF)                             | 1               |
| Австралія Australian Albums (ARIA)                   | 1               |
| Австрія Austrian Albums (Ö3 Austria)                 | 1               |
| Бельгія Belgian Albums (Ultratop Flanders)           | 1               |
| Бельгія Belgian Albums (Ultratop Wallonia)           | 1               |
| Бразилія Brazilian Albums (ABPD)                     | 4               |
| Канада Canadian Albums (Billboard)                   | 2               |
| Хорватія Croatian Foreign Albums (IFPI)              | 1               |
| Чехія Czech Albums (ČNS IFPI)                        | 1               |
| Данія Danish Albums (Hitlisten)                      | 2               |
| Нідерланди Dutch Albums (MegaCharts)                 | 1               |
| Фінляндія Finnish Albums (Suomen virallinen lista)   | 5               |
| French Albums (SNEP)                                 | 2               |
| Німеччина German Albums (Offizielle Top 100)         | 1               |
| Греція Greek Albums (IFPI)                           | 2               |
| Угорщина Hungarian Albums (MAHASZ)                   | 12              |
| Ірландія Irish Albums (IRMA)                         | 4               |
| Італія Italian Albums (FIMI)                         | 4               |
| Японія Japanese Albums (Oricon)                      | 3               |
| Japanese International Albums (Oricon)               | 1               |
| Mexican Albums (AMPROFON)                            | 18              |
| Нова Зеландія New Zealand Albums (Recorded Music NZ) | 2               |
| Норвегія Norwegian Albums (VG-lista)                 | 1               |
| Польща Polish Albums (ZPAV)                          | 1               |
| Португалія Portuguese Albums (AFP)                   | 2               |
| Шотландія Scottish Albums (OCC)                      | 1               |
| South Korean Albums (Gaon)                           | 73              |
| South Korean International Albums (Gaon)             | 9               |
| Іспанія Spanish Albums (PROMUSICAE)                  | 4               |
| Швеція Swedish Albums (Sverigetopplistan)            | 1               |
| Швейцарія Swiss Albums (Schweizer Hitparade)         | 1               |
| Велика Британія UK Albums (OCC)                      | 1               |
| США Billboard 200                                    | 4               |
| США Top Blues Albums (Billboard)                     | 1               |
| США Top Rock Albums (Billboard)                      | 1               |

| Чарт (2016)                            | Позиція |
| -------------------------------------- | ------- |
| Australian Albums (ARIA)               | 22      |
| Austrian Albums (Ö3 Austria)           | 15      |
| Belgian Albums (Ultratop Flanders)     | 22      |
| Belgian Albums (Ultratop Wallonia)     | 22      |
| Danish Albums (Hitlisten)              | 66      |
| Dutch Albums (MegaCharts)              | 8       |
| French Albums (SNEP)                   | 26      |
| German Albums (Official German Charts) | 5       |
| Italian Albums (FIMI)                  | 37      |
| New Zealand Albums (RMNZ)              | 28      |
| Polish Albums (ZPAV)                   | 30      |
| Spanish Albums (PROMUSICAE)            | 40      |
| Swiss Albums (Schweizer Hitparade)     | 30      |
| UK Albums (OCC)                        | 17      |

| Чарт (2017)                        | Позиція |
| ---------------------------------- | ------- |
| Australian Albums (ARIA)           | 62      |
| Austrian Albums (Ö3 Austria)       | 35      |
| Belgian Albums (Ultratop Flanders) | 23      |
| Belgian Albums (Ultratop Wallonia) | 27      |
| Canadian Albums (Billboard)        | 41      |
| Dutch Albums (MegaCharts)          | 32      |
| French Albums (SNEP)               | 109     |
| German Albums (Offizielle Top 100) | 71      |
| New Zealand Albums (RMNZ)          | 37      |
| Spanish Albums (PROMUSICAE)        | 33      |
| Swiss Albums (Schweizer Hitparade) | 6       |
| UK Albums (OCC)                    | 97      |
| US Billboard 200                   | 111     |
| US Top Rock Albums (Billboard)     | 9       |

## Сертифікації та продажі
| Регіон | Сертифікація  | Продажі   |
| --- | ------------- | --------- |
| Австралія (ARIA) | Золотий       | 35 000^   |
| Австрія (IFPI Austria) | Платиновий    | 15 000*   |
| Бельгія (BEA) | Платиновий    | 30 000*   |
| Канада (Music Canada) | Золотий       | 40 000    |
| Данія (IFPI Denmark) | Золотий       | 10 000    |
| Франція (SNEP) | 2× Платиновий | 200 000   |
| Німеччина (BVMI) | 3× Золотий    | 300 000   |
| Італія (FIMI) | Золотий       | 25 000*   |
| Нідерланди (NVPI) | 2× Платиновий | 80 000    |
| Нова Зеландія (RIANZ) | Золотий       | 7500      |
| Польща (ZPAV) | Платиновий    | 20 000    |
| Іспанія (PROMUSICAE) | Золотий       | 20 000    |
| Велика Британія (BPI) | Платиновий    | 358,564   |
| Підсумки |               |           |
| Весь світ | —             | 1,800,000 |
| *продажі, що базуються лише на сертифікаціях · ^відвантаження, що базуються лише на сертифікаціях · продажі+прослуховування, що базуються лише на сертифікаціях |               |           |